# Coen Schimmelpenninck van der Oije
Coenraet Otto Alexander (Coen) baron Schimmelpenninck van der Oijen (Amsterdã, 17 de julho de 1943) é filho de Cornelis Johannes baron Schimmelpenninck van der Oijen e de  Johanna Petronella Adolphina gravin  (condessa) van Limburg-Stirum. 
Desde 1991 é o Presidente do Alto Conselho da Nobreza (Hoge Raad van de Adel) do Reino dos Países Baixos. Em janeiro de 2006, foi também diretor do Museu Marítimo Príncipe Hendrik em Roterdão.  Em sua despedida foi nomeado o oficial da Ordem de Orange-Nassau.
Desde 1994, é diretor ainda do Historisch Museum Rotterdam e Kamerheer (em inglês, chamberlain) do monarca dos Países Baixos na cidade de Roterdão.